# ベルボーイ・トム
ベルボーイ・トム（Cat Got Your Luggage?）は、2006年9月30日に発表されたトムとジェリー テイルズの作品である。

## ストーリー
いつものように追いかけっこをしていたトムとジェリーは街中のホテルへ迷い込み、トムはジェリーを追いかけるうちにフロントにある備品や飾りを壊してしまう。その様子はホテルの支配人に見つかり、疑いをかけられたトムは罪滅ぼしに「仕事をさせてほしい」と申し入れ、やがて支配人はトムに制服と制帽を着用させて「ベルボーイ」の仕事を与える。だがトムは邪魔するジェリーを追いかけるうちに仕事の失態を繰り返し、各客室へ運ぶ荷物入りスーツケースとバッグを載せた台車をドアにぶつけて壊したうえ、客の荷物を散乱させたのちごちゃ混ぜにしてしまったため・客からボコボコにしばき上げられた。のちに「注文のあった料理を会議室へ運ぶ」よう支配人に命ぜられるも、ここでもジェリーに邪魔され、やがて「ネズミをホテル内から追い出す」よう支配人に命ぜられ、ジェリーを追いかけるうちにエレベーターで屋上へ到達。プール内へ逃げ込んだジェリーを捕まえようと、屋上に飾られていた大砲を放つと、衝撃で床が抜けてプールの水が階下の客室へ大量に流れ出し、ホテル内が水浸しになってしまう。支配人はあまりの惨状とトムの失態ぶりに堪忍袋の緒が切れ、「ホテル内を乾かすまで許さない」とトムを懲らしめた。一方、追いかけられていたジェリーは最後までトムの攻撃を巧みにかわした。

## 登場キャラクター
トム
ジェリーを追いかけるうちにホテル内へ迷い込んで館内フロントの飾りや備品を壊し、その様子を支配人に見つかってしまう。やがて罪滅ぼしに仕事がしたいと支配人に申し入れて「ベルボーイ」の仕事を与えられるが、ここでもジェリーを追いかけるうちに仕事の失態を繰り返し、各客室へ運ぶ荷物を散乱させ・同時にごちゃ混ぜにして混乱させたり、会議室へ運ぶ料理を目茶苦茶にしてしまう。のちに「ホテル内にいるネズミ（ジェリー）を追い出す」よう支配人に命ぜられても・追いかけるうちにホテル内の設備や備品を壊し、屋上のプールへ逃げ込んだジェリーを捕まえようと大砲を放つと、プールの床が抜けて水が大量に流れ出し・ホテル内全体を水浸しにしたため支配人の逆鱗に触れ、「ホテル内を乾かすまで許さない」と懲らしめられた。
ジェリー
トムに追われるうちにホテル内へ逃げ込み、トムの邪魔を繰り返すと共に攻撃を巧みにかわす。最後は支配人に懲らしめられるトムを尻目に、流されたプールの水に乗って逃げだした。
ホテルの支配人
館内フロントの備品や飾りを壊された惨状を見て憤慨。その犯人がネコのトムであることを見抜き、罪滅ぼしをしたいと申し入れられるとトムへ「ベルボーイ」の仕事を与え、「もし客から苦情やトラブルが出たら鉄格子付きネコ収容所へ送る」と通告して職務遂行を命じる。だがベルボーイの仕事中にもトムが失態を繰り返し、最後に大砲を放って屋上の床を突き破らせ・プールの水で館内を水浸しにさせると堪忍袋の緒が切れ、「責任を取ってもらう。館内を乾かすまで許さない」とトムを懲らしめた。
ホテルの宿泊客たち
荷物がごちゃ混ぜにされ服のサイズが合わないことに困惑。その犯人がベルボーイのトムだったことを知ると、ボコボコにしてしばき上げた。